# مفتاح موسيقي موازي

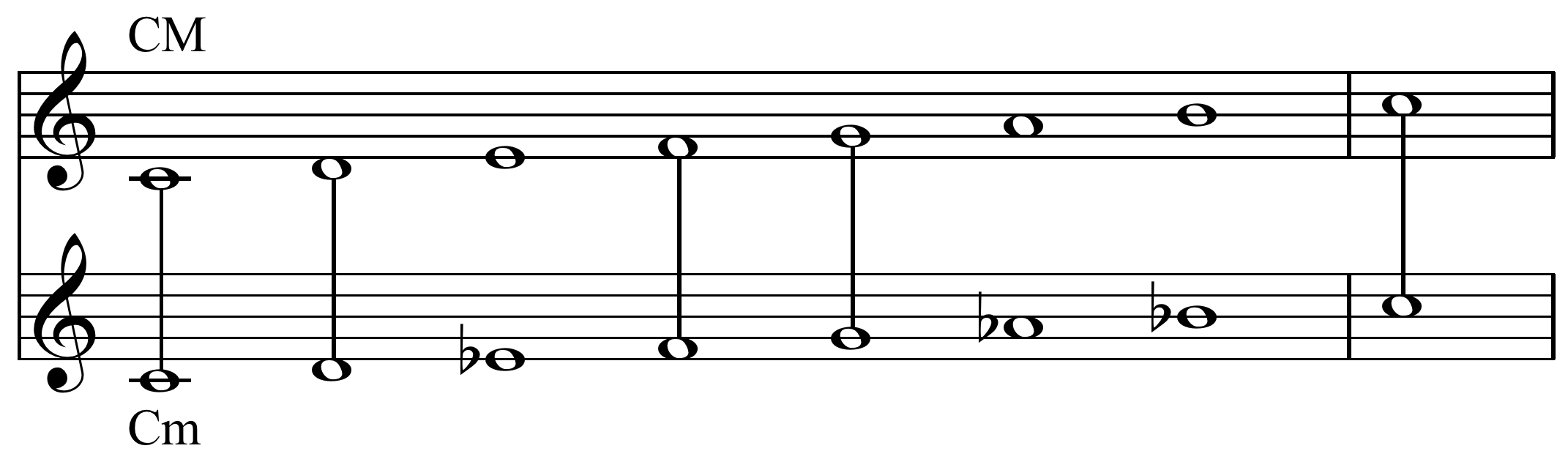
توازي المفاتيح الموسيقية

المفاتيح الموسيقية المتوازية هي مفاتيح في السلالم الموسيقية الكبيرة والصغيرة لها نفس التوترية.
بالتالي، فإن المفاتيح الموسيقية على السلالم الكبيرة والصغيرة التي لها نفس التوترية الموسيقية تكون على علاقة متوازية.